# Vrána
Vrána (horvátul: Vrana, latinul: Aurania, Lauriana) falu Horvátországban Zára megyében. Közigazgatásilag Pakoštanéhoz tartozik.

## Fekvése
Zárától légvonalban 33, közúton 47 km-re délkeletre, községközpontjától légvonalban 7, közúton 10 km-re, a Vránai-tótól 3 km-re északkeletre, Dalmácia északi részén fekszik.

## Története

### Vrána a templomosok korában
Területén már a 11. században állt a bencések Szent György kolostora, melyet 1076-ban Dmitar Zvonimir horvát király koronázása alkalmával a pápai legátus jelenlétében a katolikus egyháznak adományozott. A Horvát Királyság része volt, majd a Kálmán magyar király és a horvát nemesség közötti megállapodás a pacta conventa értelmében a Magyar Királyság része lett. 1169-ben, Vrána első írásos említésekor a kolostor már a templomos lovagrend tulajdona és a rend 1312. évi megszüntetéséig az ő birtokuk maradt.
A templomosok a Néró-hegy alatt négy saroktornyos várat építettek. 1209-ben II. András magyar király megerősítette a rend kiváltságait, újabb birtokokat adományozott nekik és kivette őket a horvát bánok ítélkezése alól. 1245-ben IV. Béla magyar király a húsvétot Vrána várában töltötte. A templomos rend feloszlatása után Vrána királyi birtok lett. 1345-ben Nagy Lajos király a johannita lovagrendnek adta, ettől kezdve a vránai johannita perjelség székhelye.

### Vrána a johanniták idejében
A következő ötven év Vrána hatalmának legnagyobb korszaka, amikor országos jelentőségű események színhelye volt. Vára 1383-ig, valamint 1386 és 1392 között a nápolyi párti Palisnai János johannita perjel uralma alatt állt. A lovagteremben tartották 1383-ban Durazzói (Kis) Károly nőuralmat ellenző hívei Pál zágrábi püspök, Palisnai János vránai perjel, Horváti János horvát bán és erdélyi vajda Erzsébet királyné, Lajos magyar király özvegye és leánya Mária elleni tanácskozását, melynek a célja az volt, hogy Károlyt tegyék a magyar királlyá. A lázadás elfojtására 1383 őszén Erzsébet és Mária híveikkel személyesen vezettek hadat Horvátországba. A seregnek csak Vrána vára állt ellen mely október 24-én csak négy napi ostrom után adta meg magát, miután Palisnai előzőleg Tvrtko bosnyák királyhoz menekült. November 4-én a királyné miután Zárát meglátogatta ünnepélyesen bevonult Vránába, Palisnait pedig tisztségétől megfosztotta. Később azonban Károly és hívei kerekedtek felül és 1385. december 31-én Károlyt Magyarország királyává koronázták. A király Palisnait szolgálataiért hálából horvát-dalmát-szlavón bánná nevezte ki. 1386. február 7-én Károly király ellen Forgách Balázs királyi étekfogó az anyakirályné parancsára merényletet követett el, melynek következtében február 14-én elhunyt. Hívei Horvátországba menekültek, ahol újabb lázadást szítottak. 1386. július 25-én a lázadást elfojtani indult királynékat Gara váránál a lázadók elfogták, majd Novigrad várába hurcolták. Itt fojtották meg 1387 elején Horváti János parancsára Nagy Lajos király özvegyét, Erzsébetet. Végül Mária királynőt híve Frangepán János serege 1387. június 4-én kiszabadította, Palisnai pedig Boszniába menekült. Az újonnan kinevezett perjel Laczkovics István 1387 októberében és novemberében sikertelenül ostromolta a vránai várat, majd a bosnyák felmentő sereg hírére Spalatóba menekült. Palisnai Klissza várából irányította tovább a lázadást, de 1389-ben Zára ostromakor halálos sebet kapott.

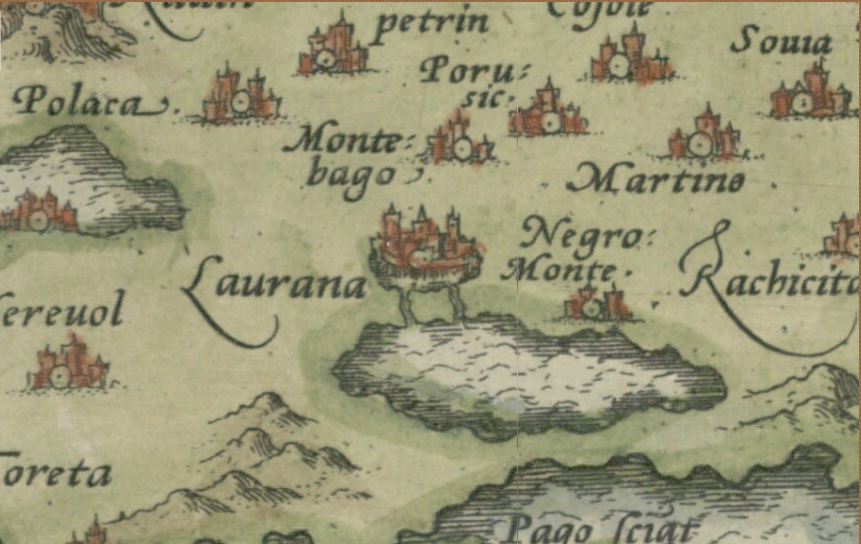
Laurana Wolfgang Lazius térképén a 16. században.

### Vrána a török hódításig
A johannita uralomnak 1392-ben szakadt vége, amikor I. Tvrtko bosnyák király a várat több más erősséggel együtt elfoglalta és haláláig, 1391-ig uralma alatt tartotta. 1394-től Vránát a horvát bánok kormányozták. 1402-ben Nápolyi László kezére került, aki 1409-ben eladta a Velencei Köztársaságnak. A velenceiek 1415-16-ban a várat és az alatta fekvő mezővárost is megerősítették, a környező földbirtokokat pedig velencei családok tulajdonába adták. A johannita nagymester ugyan kérte a rendnek való visszaadását , de ezt Velence az érte adott pénzre való hivatkozással többször elutasította. 1428-ban a vár helyőrsége ötven főből állt. A 15. század végén a török veszély miatt újból kijavították, falait rendbehozták. Helyőrsége ekkor már az ezer főt is meghaladta. Vrána ebben az időben nemcsak fontos erősség, hanem közigazgatási és bírói székhely is volt. Lakói főként földműveléssel és saját szükségleteik kielégítésére kézművességgel foglalkoztak. Vrána fontos vásárváros is volt, a vásár 8 nappal Szent György ünnepe előtt kezdődött és 8 nappal utána ért véget, összesen 16 napig tartott. Nemcsak a helyi borokat árulták, de távolabbi vidékekről is jöttek borkereskedők. Kereskedtek itt hússal, bőrökkel (a településen több vágóhíd is volt) és olajjal is. Vrána ugyanakkor egyfajta pénzügyi központ is volt, ahol az igénylőknek hitelt folyósítottak. Központi szerepe miatt lakossága folyamatosan nőtt. Várát 1520-ban ismét felújították, míg a vár alatti település lakossága 1527-ben 561 volt. Vránához ebben az időben a következő falvak tartoztak: Hrašćani (Babac, Komornik és Fermić településekkel), Tinj, Zablaće, Blaćane (Blata), Poškaljina, Pakoštane, Skorobić, Bojska, Malinavas, Pristeg, Baškonjane és Ritićane.

### Vrána a török uralom idején
A török 1538-ban Klissza eleste után Vránát is elfoglalta, majd kibővítve jelentős erősséggé építette ki. Maga Vrána település a török uralom idején is megőrizte városias jellegét, bár a török uralom első évtizedeiben lakatlan volt. Később lakói többségben katonák voltak, akik katonai szolgálatuk miatt éltek itt. A katonák idővel magukkal hozták családjaikat is, így valamennyi polgári lakosság is élt a településen, akik főként földműveléssel foglalkoztak. A lakosság többsége továbbra is keresztény maradt, de főként pravoszlávokból állt. 1574-ben Vrána már török náhije (járás) székhelye volt, amely minden bizonnyal előbb alakult és magában foglalta a várostól keletre, illetve a Vránai-tótól északkeletre fekvő területeket Pristeg, Uzelice, Skorobić, Banjevac, Budičić (Budak) és Vukšić falvakkal. A polgári lakosság megélhetését a mezőgazdaság adta. A termények között a búza, az árpa, a zab és a len, a vörös- és a fokhagyma, a káposzta, az olajbogyó, a füge és még néhány gyümölcs, valamint a zöldség termesztése volt jelentős, de fejlett volt a méhészet, a méztermelés is. Vrána vára a török határvédelmi rendszer része volt, személyzete müsztahfizokból álló várőrségből, topcsikból (tüzérek), fáriszokból (irreguláris lovasság), aszabokból (könnyűfegyverzetű gyalogság) és martalócokból (keresztény zsoldosok) állt. Pontos összetételéről 1616-ból és 1643-ból vannak adatok, amikor 83, illetve 103 főnyi helyőrsége volt. A török uralom 1647-ig tartott, amikor Leonardo Foscolo velencei hadvezér serege foglalta el és várát azonnal lerombolta. Romjai és sáncának maradványai Biograd közelében a Vránai-tó (Vransko jezero) partján állnak.

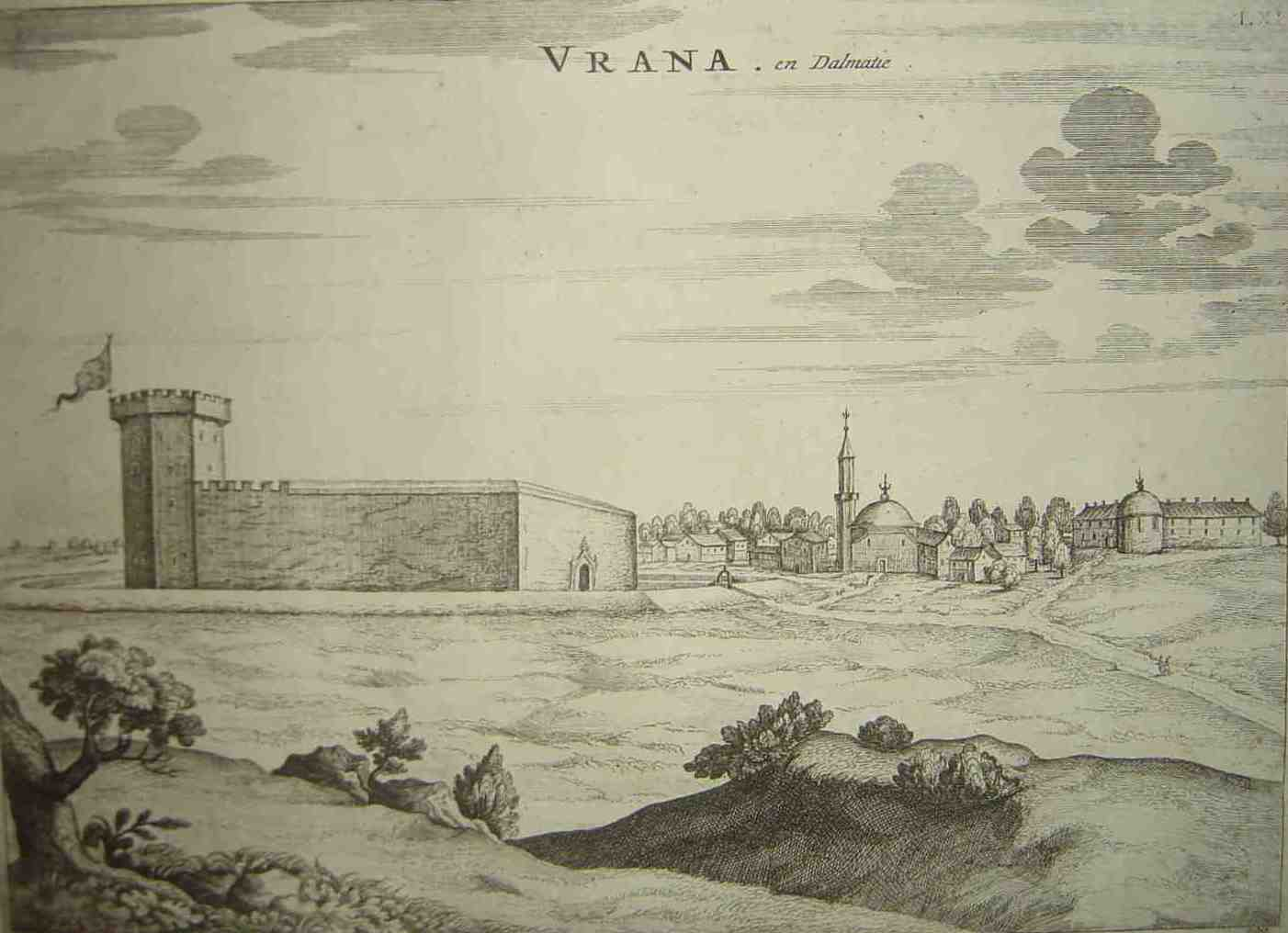
Vrána és vára a török korban.

### A 18. századtól napjainkig
1752-ben Vránát a velenceiek a Borelli családnak adományozták, akik felvették a vránai grófi címet. A vránia perjeli méltóságot 1629-től a mindenkori zágrábi nagyprépost kapta. 1752 és 1770 között kiásták a Vránai-tó délkeleti végét a tengerrel összekötő csatornát az ún. prosikát, mellyel lehetővé vált a vránai mező vizenyős területeinek lecsapolása és jelentős területek váltak újra művelhetővé. 1797-ig a Velencei Köztársaság része volt, majd miután a francia seregek felszámolták a Velencei Köztársaságot és a campo formiói béke értelmében osztrák csapatok szállták meg. 1806-ban a pozsonyi béke alapján a Francia Császárság Illír Tartományának része lett. 1815-ben a bécsi kongresszus újra Ausztriának adta, amely a Dalmát Királyság részeként Zárából igazgatta 1918-ig. A településnek 1857-ben 426, 1910-ben 517 lakosa volt. 1908-ban Vrána plébániájához Oton, Marina, Pećina és Ceranje települések tartoztak. Az első világháború után előbb a Szerb-Horvát-Szlovén Királyság, majd Jugoszlávia része lett. A második világháború idején a szomszédos településekkel együtt Olaszország fennhatósága alá került. Az 1943. szeptemberi olasz kapituláció után horvát csapatok vonultak be a településre, amely ezzel visszatért Horvátországhoz, majd ismét Jugoszlávia része lett. A településnek 2011-ben 790 lakosa volt, akik főként mezőgazdasággal, állattenyésztéssel foglalkoztak.

## Lakosság

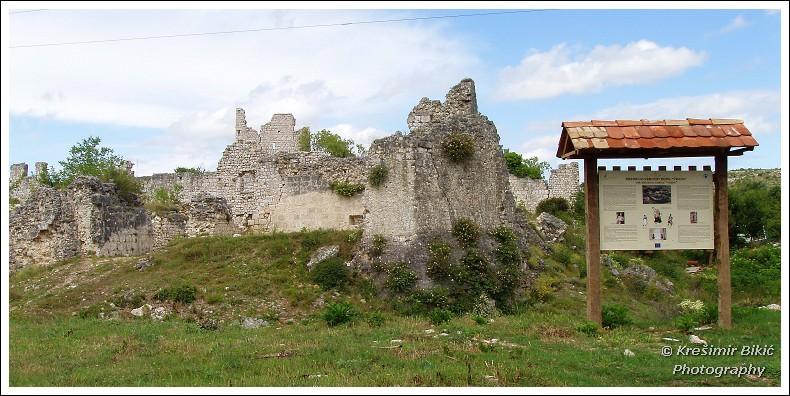
Vrána romjai napjainkban.

| Lakosság változása | Lakosság változása | Lakosság változása | Lakosság változása | Lakosság változása | Lakosság változása | Lakosság változása | Lakosság változása | Lakosság változása | Lakosság változása | Lakosság változása | Lakosság változása | Lakosság változása | Lakosság változása | Lakosság változása | Lakosság változása |
| ------------------ | ------------------ | ------------------ | ------------------ | ------------------ | ------------------ | ------------------ | ------------------ | ------------------ | ------------------ | ------------------ | ------------------ | ------------------ | ------------------ | ------------------ | ------------------ |
| 1857               | 1869               | 1880               | 1890               | 1900               | 1910               | 1921               | 1931               | 1948               | 1953               | 1961               | 1971               | 1981               | 1991               | 2001               | 2011               |
| 426                | 365                | 312                | 311                | 334                | 517                | 630                | 641                | 885                | 996                | 1125               | 1222               | 1204               | 1249               | 724                | 790                |

## Nevezetességei
- Az eredetileg bencés kolostorból kialakított, templomos, johannita, velencei, majd török vár romjai mára mintegy negyedrészben maradtak fenn. A nagymérvű pusztulás oka, hogy 1683-ban a vár elveszítette védelmi és szakrális funkcióit. A romok azóta mindenféle állagmegóvás nélkül hevertek, anyagukat a környező települések lakossága építkezésre használta. Legjobban a déli és keleti fal és a négyszögletes kaputorony maradványai láthatók, melyek több méter magasan állnak. Jól elkülönülnek a 14. századi gótikus Szent Katalin vártemplom romjai, melyek állagmegőrzése és felújítása folyamatban van.[7] Sajnos ezen munkálatok eredménye 2019. nyarán még nem látszott. Tüskés cserjék között egy ún. kecskeösvényen lehetett csak a romokat megközelíteni. érdemi munkálatnak kevés nyoma volt. A vár többi része csak egy alapos régészeti feltárás során azonosítható. A várat övező, egykor mintegy harminc méter széles sáncrendszer nagymértékben ma is látható. A megmaradt falrészek, tornyok és a templom állagmegőrzési munkálatai 2003-ban kezdődtek. A helyi lokálpatrióták alkalmanként gyomirtást és bozótirtást végeznek a romok között. 2008 óta rendezik meg a vránai vitézek középkori fesztiválját, amely még inkább a várromok és a történelem felé irányította a közvélemény figyelmét. Emiatt nőtt a turistaforgalom is a településen.
- Juszuf Maskovics karavánszeráj (Han Jusufa Maškovića), 17. században épült, a török hódoltság építészeti jegyeit tükröző épület. Felújítása EU-források felhasználásával nemrég kezdődött és 2019-ben már étterem, hotel és múzeum működik ott.[10]
- A Mihály arkangyal plébániatemplomot 1747-ben építették. Egyhajós épület sekrestyével, főoltára márványból készült, oltárképén a templom védőszentje látható. Szembemiséző oltára fából készült. Berendezéséből említésre méltó még Szent József fából faragott szobra és a szenteltvíztartó. Homlokzata felett áll a harangépítmény benne két haranggal. A templomot temető övezi.[7]
- Szent Nediljice templomát[11] 1804-ben építették, 1936-ban bővítették. Egyhajós épület sekrestyével, fából készített szembemiséző oltárral, Szent Nediljice fa szobrával. Homlokzata felett áll a harangépítmény benne két haranggal. A templom előtt vasbetonból épített fedett külső oltár áll. Közelében található a 2002-ben épített plébánia épülete.[7]
- A Kármelhegyi boldogasszony tiszteletére szentelt temploma egyhajós épület. Fennmaradt a régi oltár triptichonjának egy része. Harangépítményében két harang található.[7]
- Krklješeva kuća falu felett a Zamina-dombon található Gradina Samograd őskori erődített települése. A települést vaskorban lakták egészen a római időkig. Az egész települést körülvevő hatalmas sáncot részben megalit technikával megmunkált kőtömbökkel építették.[12]
- Vránai-tó és természetvédelmi terület (Vransko jezero).
- A falu környékén több barlang is található.